# Udo Samel
 (août 2024).
Si vous disposez d'ouvrages ou d'articles de référence ou si vous connaissez des sites web de qualité traitant du thème abordé ici, merci de compléter l'article en donnant les références utiles à sa vérifiabilité et en les liant à la section « Notes et références ».
Udo Samel, né le 25 juin 1953 à Trier-Eitelsbach, est un acteur allemand. Il est apparu dans plus de 80 films et émissions de télévision depuis 1977. Il a joué dans le film Back to Square One, présenté à la Berlinale 1994.
Udo Samel est connu par le grand public par des rôles d'invité de nombreuses séries policières (Tatort, Un cas pour deux).

## Filmographie (sélection)
- 1978 : Le Couteau dans la tête (Messer im Kopf) de Reinhard Hauff
- 1985 : The Death of the White Stallion
- 1988 : Le Septième Continent
- 1992 : Lyrische Suite / Das untergehende Vaterland d'Harald Bergmann
- 1994 : Hölderlin Comics d'Harald Bergmann
- 1994 : Back to Square One
- 1995 : 71 Fragments d'une chronologie du hasard
- 1996 : Killer Kondom
- 1997 : Le Château
- 2001 : La Pianiste
- 2004 : Alles auf Zucker!
- 2004 : Silentium!
- 2008 : Rendez-vous à Palerme
- 2009 : Domaine
- 2010 : Carlos d'Olivier Assayas

## Distinctions
- 1977 : Förderpreis für Literatur der Landeshauptstadt Düsseldorf[1]